# Åldrande hos hundar
Åldrande hos hundar (Canis lupus familiaris) varierar för varje ras och påverkar hundens hälsa, fysiska förmåga och förväntade livslängd.

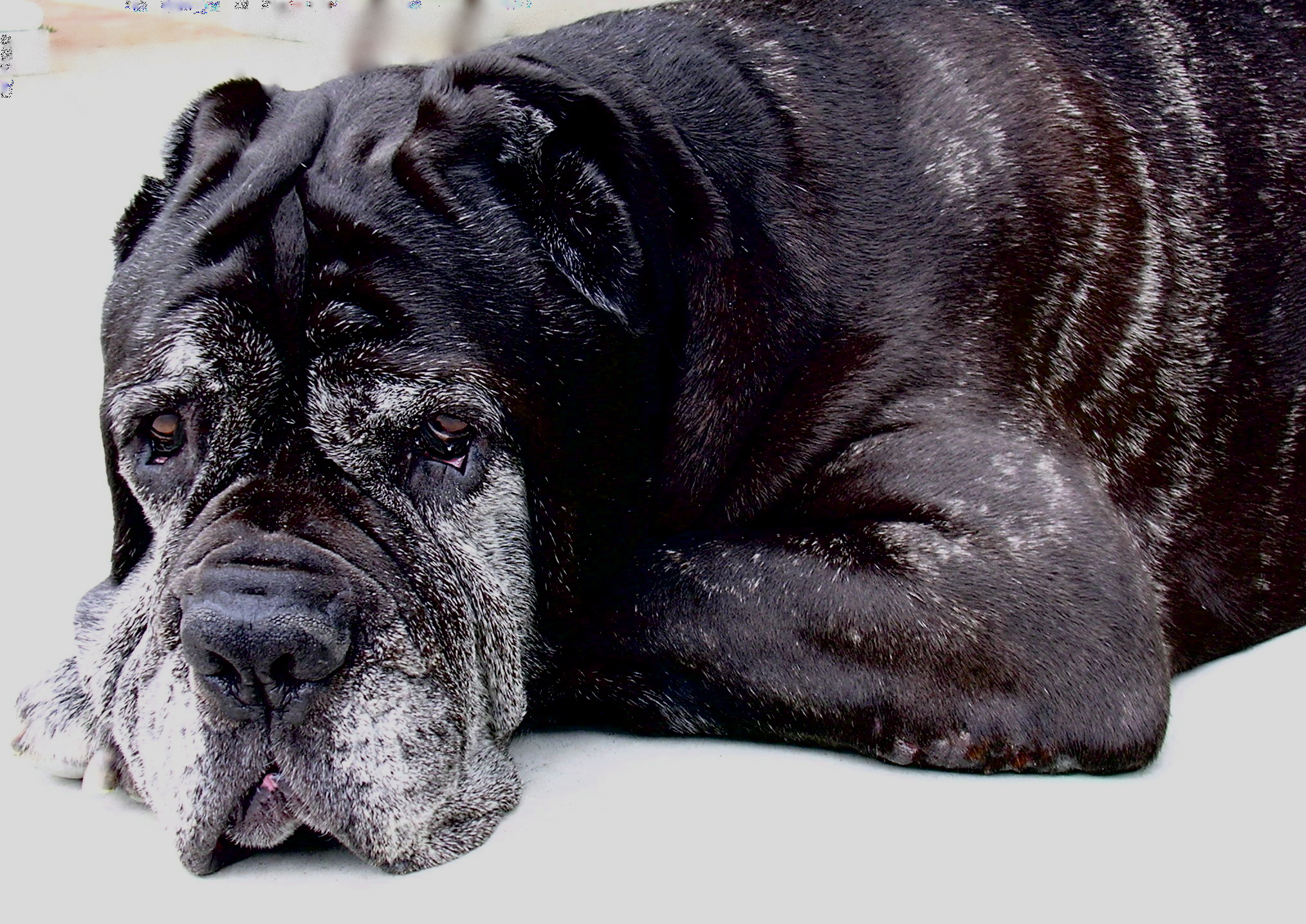
Äldre hundar, som denna 10-åriga mastino napoletano, får grått hår runt ansiktet; en del hundar blir gråhåriga över hela kroppen.

Som hos människor medför senare år ofta förändringar i en hunds förmåga att höra, se och röra sig. Hudens skick, aptiten och energinivåer försämras oftast med geriatrisk ålder samt medicinska problem som cancer, njursvikt, ledinflammation och ledproblem samt andra tecken på gammal ålder kan dyka upp.
Åldersprofilen för hundar varierar efter dess vuxna storlek (bestäms oftast efter rasen): mindre hundar lever oftast längre än 15–16 år, medelstora och större hundar vanligtvis 10 till 13 år och en del stora hundraser som mastiffer, blir oftast endast 7 till 8 år. Den sistnämnda mognar även vid en äldre ålder gentemot mindre raser — stora raser når vuxen ålder vid omkring två års ålder jämfört med normen på omkring 12–15 månader för andra raser.

## Terminologi
Termerna "hundår" och "människoår" används ofta för att beskriva en hunds ålder, men det finns två diametralt motsatta sätt hur termerna definieras:
- En vanlig termförteckning använder "människoår" för att representera en strikt kalendergrund (365 dygn) och ett "hundår" som den motsvarande delen av en hunds livslängd, som ett kalenderår skulle vara för en människa.[1] Med detta system skulle en 6-årig hund beskrivas som att ha en ålder på 6 människoår eller 40–50 hundår (beroende på rasen).
- Det andra vanliga systemet definierar "hundår" som riktiga kalenderår (365 dygn) för ett hundliv, och "människoår" att vara den motsvarande åldern för en människa.[2] Enligt denna terminologi beskrivs åldern för en 6-årig hund som 6 hundår eller 40–50 människoår, vilket är en motsats från den föregående definitionen.

Oavsett vilken terminologi som används är förhållandet mellan hund- och människoår inte linjärt, som följande avsnitt förklarar.

## Åldringsprofil
De kan sammanfattas i tre typer:

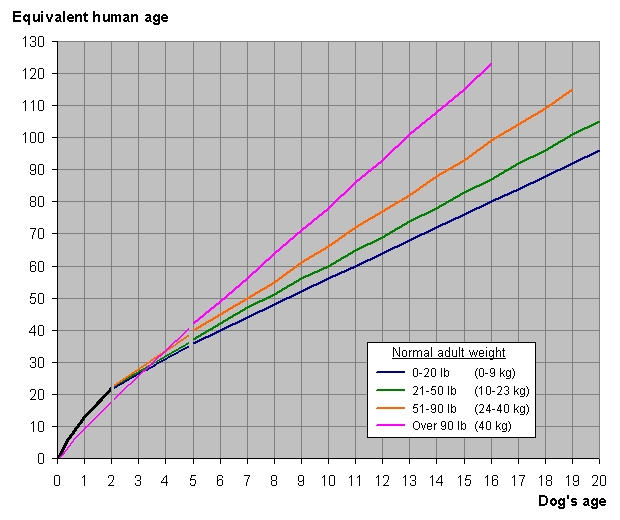
Uppskattat diagram för hundars åldrande gentemot människans åldrande i olika hundstorlekar. Klicka på bilden för att förstora den och se datakällor.

- Populär myt – Det finns en populär myt som säger att "1 människoår motsvarar 7 hundår" eller liknande. Detta är fel på två punkter, eftersom det första året eller de två första åren representerar omkring 18–25 år och förhållandet varierar efter hundens storlek och ras.
- En storlek passar alla – Ett annat system som används vanligen föreslår att de två första åren motsvarar 10,5 år vardera och efterföljande år motsvarar fyra människoår. Detta är mer exakt men misslyckas fortfarande att ta hänsyn till storlek och ras, vilket är en betydande faktor.
- Kalkylatorer för specifika storlekar/raser – Dessa försöker också att inkludera storleken eller rasen. De använder sig antingen av förväntad vuxen vikt[4] eller genom att kategorisera hunden som "liten", "medel", eller "stor".

Som en grov uppskattning är en människas motsvarighet till en ettårig hund mellan 10 and 15 år — en ettårig hund eller katt har i allmänhet uppnått sin fullständiga tillväxt och är sexuellt mogen, fast de kan fortfarande vara skrangliga och behöva få en mer mogen muskulatur, som kan efterlikna människotonåringar. Det andra året motsvarar omkring ytterligare 3 till 8 år när det gäller fysisk och mental mogenhet och varje år därpå motsvarar endast omkring 4 eller 5 människoår.
Emotionell mognad uppstår som med människor över en längre period och i stadier. Som i andra områden är utvecklingen hos större raser något fördröjd jämfört med andra raser och som hos människor finns det en skillnad mellan vuxen ålder och full mognad (jämför till exempel människoåldrarna 20 och 40). Hos alla raser förutom de större raserna uppstår sociosexuella intressen omkring 6–9 månader, blir emotionellt vuxen runtomkring 15–18 månader och helt vuxen runtomkring 3–4 år.
Enligt UC Davis Book of Dogs blir mindre hundar (som mindre terrier) geriatrisk vid omkring 11 års ålder, medelstora hundar (som större spaniel) vid 10 år, större hundar (som tysk schäferhund) vid 8 år och stora hundar (som grand danois) vid 7 år.

## Förväntad livslängd efter ras
Den förväntade livslängden varierar vanligtvis inom ett intervall. Till exempel, en beagle (förväntad medellivslängd 13,3 år) lever vanligtvis omkring 12–15 år och en skotsk terrier (förväntad medellivslängd 12 år) lever i omkring 10–16 år.
De två dokumenterade hundarna som har levt längst, "Bluey" och "Chilla", var australian cattledogs. Detta gav upphov till en studie för livslängden av australian cattledogs för att undersöka om rasen har en exceptionell livslängd. Enkäten med 100 hundar gav en medellivslängd på 13,41 år med en standardavvikelse på 2,36 år. Studien drog slutsatsen att även om australian cattledogs är en frisk ras och lever i genomsnitt nästan ett år längre än de flesta andra raser i samma viktklass bör rekordåldrar som Blueys eller Chillas anses vara icke-karakteristiska undantag istället för indikatorer på vanlig exceptionell levnadslängd för hela rasen.
En blandrashund har en förväntad medellivslängd på 13,2 år i västvärlden.

### Sorterat efter ras
Dessa data kommer från Michell (1999). Den totala provstorleken för hans studie var omkring 3 000 hundar, men provstorleken för varje ras varierar grovt. För de flesta raser var provstorleken låg. För en mer omfattande sammanställning av resultat över livslängdsenkäter, se rastabellerna av Michell i avsnittet med externa länkar.
| Ras                              | Förväntan (år) |
| -------------------------------- | -------------- |
| Afghanhund                       | 12             |
| Airedaleterrier                  | 11,2           |
| American staffordshire terrier   | 12,3           |
| Amerikansk cocker spaniel        | 12,5           |
| Basset hound                     | 12,8           |
| Beagle                           | 13,3           |
| Bearded collie                   | 12,3           |
| Bedlingtonterrier                | 14,3           |
| Berner sennenhund                | 7              |
| Blandrashund                     | 13,2           |
| Border collie                    | 13             |
| Borderterrier                    | 13,8           |
| Boxer                            | 10,4           |
| Bullmastiff                      | 8,6            |
| Bullterrier                      | 12,9           |
| Cairnterrier                     | 13,2           |
| Cavalier king charles spaniel    | 10,7           |
| Chihuahua                        | 15             |
| Chow chow                        | 13,5           |
| Cocker spaniel                   | 11,8           |
| Collie                           | 12,2           |
| Dalmatiner                       | 13             |
| Dobermann                        | 9,8            |
| Engelsk bulldogg                 | 6,7            |
| Engelsk setter                   | 11,2           |
| Engelsk springer spaniel         | 13             |
| Flatcoated retriever             | 9,5            |
| Golden retriever                 | 12             |
| Gordonsetter                     | 11,3           |
| Grand danois                     | 8,4            |
| Greyhound                        | 13,2           |
| Irish softcoated wheaten terrier | 13,2           |
| Irländsk röd och vit setter      | 12,9           |
| Irländsk röd setter              | 11,8           |
| Irländsk varghund                | 6,2            |
| Jack russell terrier             | 13,6           |
| King charles spaniel             | 10,1           |
| Korthårig vorsteh                | 12,3           |
| Labrador retriever               | 12,6           |
| Lurcher                          | 12,6           |
| Mops                             | 16             |
| Norfolkterrier                   | 10             |
| Old english sheepdog             | 11,8           |
| Pekingese                        | 13,3           |
| Pomeranian                       | 14,5           |
| Pudel                            | 12             |
| Rajapalayam                      | 11,2           |
| Rhodesian ridgeback              | 9,1            |
| Rottweiler                       | 9,8            |
| Samojedhund                      | 11             |
| Shetland sheepdog                | 13,3           |
| Shiba                            | 14             |
| Shih tzu                         | 13,4           |
| Siberian husky                   | 13,5           |
| Skotsk hjorthund                 | 9,5            |
| Skotsk terrier                   | 12             |
| Staffordshire bullterrier        | 14             |
| Strävhårig foxterrier            | 13             |
| Tax                              | 12,2           |
| Tibetansk terrier                | 14,3           |
| Tysk schäferhund                 | 10,3           |
| Ungersk vizsla                   | 12,5           |
| Weimaraner                       | 10             |
| Welsh corgi                      | 11,3           |
| Welsh springer spaniel           | 11,5           |
| West highland white terrier      | 12,8           |
| Yorkshireterrier                 | 12,8           |

## Ålderspåverkan
I allmänhet åldras hundar på ett liknande sätt som människor. Deras kroppar börjar få problem som är mindre vanliga vid ung ålder, de blir mer benägna att få allvarliga eller livsfarliga sjukdomar som bland annat cancer och stroke, de blir mindre rörliga och kan få ledproblem som ledinflammation samt blir mindre fysiskt aktiv vid gammal ålder. Dessutom kan de bli sämre på att hantera förändringar, inklusive breda klimatiska eller temperaturrelaterade variationer och kan få matstörningar, hudproblem eller bli döva. I vissa fall kan urininkontinens såväl som andningssvårigheter uppstå.
| ”                   | Åldrande börjar vid födelsen, men dess tecken syns inte på flera år. Det första tecknen på åldrande är en allmän nedskärning i aktivitet, en tendens till att sova längre och mer högljutt, en avtagande entusiasm för långa promenader och apporteringar samt brist på intresse av vad som pågår i hemmet. | „ |
| – Dog Owner's Guide | |   |

De mest vanliga ålderspåverkningarna är följande:
- Försämrad hörsel
- Försämrad syn (grå starr)
- Minskad aktivitet, mer sömn och reducerad energinivå (delvis på grund av reducerad lungfunktionalitet)
- Ökad vikt (kaloribehovet kan vara 30–40 % lägre hos äldre hundar)
- Försvagat immunsystem som leder till infektioner
- Hudförändringar (hudförtjockning eller hudförmörkning, uttorkning som leder till reducerad elasticitet, håravfall eller vitt hår)
- Förändringar hos tassar och klor (tjockare och skörare klor är svårare att klippa)
- Ledinflammation och andra ledproblem
- Tandförlust
- Orolig mage (sjukdomar i bukspottkörteln, förstoppning)
- Försvagade muskler och ben
- Urinproblem (urininkontinens hos båda könen och prostatit/urineringsbesvär hos hanar)
- Bröstcystor och -tumörer hos tikar
- Demens
- Blåsljud
- Diabetes[12]